# Księstwo nitrzańskie

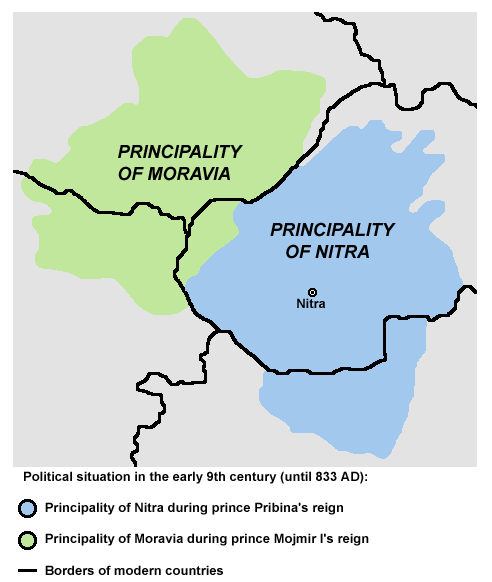
Mapa przedstawiająca hipotezę koegzystowania dwóch księstw Pribiny i Mojmira przed 833 rokiem

Księstwo nitrzańskie (cz. Nitranské knížectví, Nitransko; słow. Nitrianske kniežatstvo; scs. ⰐⰉⰕⰓⰊⰔⰍⰀ ⰈⰅⰏⰎⰊⰀ / Нітрскаѧ Зємлꙗ) – słowiańskie księstwo znajdujące się w południowo-zachodniej części dzisiejszej Słowacji. Rezydencją książęcą była Nitra.
Według tradycyjnych poglądów księstwo nitrzańskie było niezależne do 833 roku, gdy książę Mojmir I przyłączył je do państwa wielkomorawskiego. Wówczas miał zostać wygnany przez Mojmira książę Pribina panujący od 825 roku, a jego księstwo stać się lennem państwa wielkomorawskiego. Obecnie część badaczy sądzi, że wygnany w 833 roku Pribina był już wówczas lennikiem Mojmira, a księstwo nitrzańskie już wcześniej stało się częścią Wielkich Moraw. Według innych zaś jest to niepotwierdzone przypuszczenie .
Po upadku państwa wielkomorawskiego księstwo nitrzańskie stało się częścią Węgier i było apanażem członków dynastii Arpadów. Zostało zlikwidowane na początku XII wieku.

## Książęta nitrzańscy
- 825–833 Pribina
- 833–846 Mojmir I
- 846–860 Rościsław
- 860–894 Świętopełk I morawski
- 894–906 Świętopełk II morawski

## Literatura
- Dušan Třeštík: Vznik Velké Moravy. Moravané, Čechové a střední Evropa v letech 791–871. Praha: 2001. ISBN 80-7106-482-3.